# Не только любовь
«Не только любовь» — опера Родиона Щедрина в трёх актах с эпилогом, на либретто В. Катаняна, по рассказам Сергея Антонова («Тётя Луша» и другие). Премьера состоялась 5 ноября 1961 года в Новосибирском театре оперы и балета.
Первая работа композитора в оперном жанре. Действие оперы происходит в советской колхозной деревне после Великой Отечественной войны. Так же, как в некоторых других произведениях того периода, Щедрин широко использовал в этой опере форму частушки. Жанр охарактеризован авторами как лирическая опера. 25 декабря 1961 года прошла премьера оперы в Большом театре под управлением Евгения Светланова. В 1969 году солисты, оркестр и хор Всесоюзного радио сделали аудиозапись. В 1973 году солистами (Ниёле Амбразайтите, Виргилиус Норейка и другие), оркестром и хором государственного академического театра оперы и балета Литовской ССР под управлением дирижёра Римаса Генюшаса для фирмы «Мелодия» была осуществлена аудиозапись этой оперы.

## Действующие лица
| Персонажи                                                   | Голоса                     |
| ----------------------------------------------------------- | -------------------------- |
| Варвара Васильевна, председатель колхоза                    | Меццо-сопрано              |
| Володя Гаврилов                                             | Тенор                      |
| Наташа, невеста Гаврилова                                   | высокое лирическое сопрано |
| Федот Петрович, бригадир трактористов                       | бас                        |
| Иван Трофимов, тракторист                                   | баритон                    |
| Мишка и Гришка, трактористы                                 | тенора                     |
| Девушка с высоким голосом                                   | колоратурное сопрано       |
| Катерина, разведёнка                                        | контральто                 |
| Кондурушкин, руководитель духового самодеятельного оркестра | высокий бас                |
| Анютка                                                      | сопрано                    |
| Парень                                                      | тенор                      |
| Девушки                                                     | 2 сопрано, 4 альта         |

## Музыкальные номера
Первое действие:
- № 1. Вместо вступления
- № 2. Игра продолжается
- № 3. Песня Федота
- № 4. Дождь
- № 5. Сцена и выход Володи Гаврилова
- № 6. Драка и появление Варвары Васильевны
- № 7. Ариозо Варвары Васильевны
- № 8. Сцена Варвары Васильевны с Володей Гавриловым
- № 9. Финал первого действия

Второе действие:
- № 10. Девичьи частушки
- № 11. Приход парней. Кода
- № 12. Колхозная самодеятельность
- № 13. Приход Володи Гаврилова и сцена
- № 14. Песня Володи Гаврилова с женским хором
- № 15. Приход Варвары Васильевны и кадриль
- № 16. Сольный женский танец трактористки и продолжение кадрили
- № 17. Песня Варвары Васильевны
- № 18. Пляска Варвары Васильевны
- № 19. Все расходятся
- № 20. Финал второго действия

Третье действие:
- № 21. Песня Наташи и сцена
- № 22. Трио
- № 23. Монолог Варвары Васильевны
- № 24. Финал третьего действия
- № 25. Эпилог